# یانیکا لویو
یانیکا لویو (استونیایی: Janika Lõiv؛ زادهٔ ۲۸ نوامبر ۱۹۸۹) دوچرخه‌سوار زن اهل استونی است.